# Índex dels Estats Fràgils

Índex dels Estats Fràgils, 2005-2013
En perill
A tenir en compte
Risc moderat
Sostenible
Sense informació / Territori depenent

L'Índex dels Estats Fràgils (antigament Índex dels Estats Fallits) és una declaració anual publicada pel Fund for Peace, un think tank dels Estats Units i la revista Foreign Policy des de 2005. La llista té com a objectiu avaluar la vulnerabilitat dels estats a un conflicte o col·lapse, classificant tots els estats que siguin membres de les Nacions Unides on no hi ha prou dades disponibles per a l'anàlisi. Taiwan, els territoris palestins, el nord de Xipre, Kosovo i Sàhara Occidental no es classifiquen, tot i ser reconeguts com a sobirans per diversos altres estats. La classificació es basa en la suma de les puntuacions de 12 indicadors (vegeu més endavant). Cada indicador es qualifica en una escala de 0 a 10, on 0 és la intensitat més baixa (més estable) i 10 és la més alta intensitat (menys estable), determinant una escala que va de 0-120.

## Metodologia
L'índex per estat es base en dotze indicadors de vulnerabilitat, agrupats per categories: social (4), econòmic (2), i polític (6).
Les puntuacions s'obtenen a través d'un procés que implica l'anàlisi i revisió de dades quantitatives i qualitatives. En la fase d'anàlisi de contingut, milions de documents de més de 100.000 en anglès o traduïts de les fonts a l'anglès (els mitjans de comunicació social estan exclosos) Llavors s'escanegen i es filtren a través d'una eina informàtica (Conflict Assessment Systems Tool o CAST) de Fund for Peace, que utilitza filtres i paràmetres de recerca específics per classificar les dades basant-se en frases booleanes vinculades als indicadors, i s'assignen puntuacions basades en algoritmes. Després de l'anàlisi CAST, s'incorporen dades quantitatives de fonts com ara de l'ONU, l'OMS, World Factbook, Transparència Internacional, el Banc Mundial, i Freedom House, que al seu torn condueix a la fase final de revisió qualitativa de cada indicador per a cada país.

## Indicadors

### Indicadors socials
- Pressions demogràfiques
- Refugiats i desplaçats interns
- Problemes grupals
- Emigració i fugida de cervells

### Indicadors econòmics
- Desenvolupament econòmic desigual
- Pobresa i deteriorament econòmic

### Indicadors polítics
- Legitimitat de l'estat
- Serveis públics
- Drets humans i respecte a la llei
- Aparells de seguretat
- Fragmentació de les elits governants amb la seva lluita pel poder
- Intervenció externa

## Llista dels estats fràgils d'Europa

### 2015
Els 20 primers estats en el 2015, el canvi en la situació des de l'any anterior s'indica entre parèntesis.
1. South Sudan (0)
2. Somalia (0)
3. Central African Republic (0)
4. Sudan (+1)

Índex dels Estats Fràgils 2015
En perill
A tenir en compte
Estable
Sostenible
Sense informació / Territori depenent

5. Democratic Republic of the Congo (-1)
6. Chad (0)
7. Yemen (+1)
8. Syria (+6)
9. Afghanistan (-1)
10. Guinea (+2)
11. Haiti (-2)
12. Iraq (+1)
13. Zimbabwe (-3)
14. Nigeria (+3)
15. Ivory Coast (-1)
16. Pakistan (-5)
17. Guinea-Bissau (-1)
18. Burundi (+3)
19. Niger (0)
20. Ethiopia (-1)

## Criticisme
La terminologia d'"estat fallit" ha comportat anys de controvèrsia fins que el nom de l'Índex es va canviar el 2014, per l'actual d'estats fràgils.
Diversos acadèmics i periodistes també han criticat l'índex per falta d'utilitat i/o en els seus criteris de mesurament.
Els crítics també han identificat defectes amb criteris de mesurament de l'índex, així com la manca de transparència que envolta la seva anàlisi de bases de dades.